# Автошлях Т 1925
Автошля́х Т 1925 — автомобільний шлях територіального значення у Сумській області. Пролягає територією Конотопського району через Конотоп — Соснівку. Загальна довжина — 4 км.

## Маршрут
Автошлях проходить через такі населені пункти:
| Автошлях Т 1925    |     |
| Сумська область    |     |
| Конотопський район |     |
| Конотоп            | Р60 |
| Привокзальне       |     |
| Шаповалівка        |     |
| Соснівка           |     |